# بيرك ميرفي
بيرك ميرفي هو لاعب هوكي الجليد كندي، ولد في 6 يونيو 1973 في Gloucester, Ontario ‏ في كندا.

## وصلات خارجية
- بيرك ميرفي على موقع دوري الهوكي الوطني (الإنجليزية)
- بيرك ميرفي على موقع EliteProspects.com (الإنجليزية)
- بيرك ميرفي على موقع HockeyDB.com (الإنجليزية)